# Bundestagswahlkreis Burgenland – Saalekreis
Der Bundestagswahlkreis Burgenland – Saalekreis (Wahlkreis 72; bis zur Bundestagswahl 2021 Wahlkreis 73) ist ein Wahlkreis in Sachsen-Anhalt. Er umfasst den Burgenlandkreis sowie vom Saalekreis die Gemeinden Bad Dürrenberg, Braunsbedra, Leuna, Merseburg und Schkopau.
Da Sachsen-Anhalt zur Bundestagswahl 2025 einen Wahlkreis verlor, wurde eine Neugliederung der meisten Wahlkreise des Landes vorgenommen. Dabei wurde der Wahlkreis Burgenland – Saalekreis um die Stadt Merseburg vergrößert, die bis dahin zum Bundestagswahlkreis Mansfeld gehörte.

## Geschichte
Der Wahlkreis 74 Burgenland ging bei der Wahlkreisreform von 2002 aus dem Vorgängerwahlkreis 294 Zeitz – Hohenmölsen – Naumburg – Nebra hervor, der die ehemaligen Landkreise Zeitz, Hohenmölsen, Naumburg und Nebra umfasste. Zur Bundestagswahl 2009 wurde der Name des Wahlkreises bei unveränderter Abgrenzung von Burgenland in Burgenland – Saalekreis geändert. Zur Bundestagswahl 2013 erhielt der Wahlkreis die Nummer 73.
| Wahl      | Wahlkreisname                              | Gebiet |
| --------- | ------------------------------------------ | --- |
| 1990–1998 | 294 Zeitz – Hohenmölsen – Naumburg – Nebra | Landkreis Zeitz, Landkreis Hohenmölsen, Landkreis Naumburg und Landkreis Nebra |
| 2002      | 74 Burgenland                              | Burgenlandkreis, Landkreis Weißenfels, vom Landkreis Merseburg-Querfurt die Gemeinde Leuna sowie die Verwaltungsgemeinschaften Bad Dürrenberg, Kötzschau, Saale-Elster-Aue und Unteres Geiseltal |
| 2005      | 74 Burgenland                              | Burgenlandkreis, Landkreis Weißenfels, vom Landkreis Merseburg-Querfurt die Gemeinden Bad Dürrenberg, Braunsbedra, Friedensdorf, Günthersdorf, Horburg-Maßlau, Kötschlitz, Kötzschau, Kreypau, Leuna, Nempitz, Oebles-Schlechtewitz, Rodden, Schkopau, Spergau, Tollwitz, Wallendorf (Luppe), Zöschen und Zweimen 1 |
| 2009      | 74 Burgenland – Saalekreis                 | Burgenlandkreis, vom Saalekreis die Gemeinden Bad Dürrenberg, Braunsbedra, Friedensdorf, Günthersdorf, Horburg-Maßlau, Kötschlitz, Kötzschau, Kreypau, Leuna, Nempitz, Oebles-Schlechtewitz, Rodden, Schkopau, Spergau, Tollwitz, Wallendorf (Luppe), Zöschen und Zweimen 1                                         |
| 2013–2021 | 73 Burgenland – Saalekreis                 | Burgenlandkreis, vom Saalekreis die Gemeinden Bad Dürrenberg, Braunsbedra, Leuna und Schkopau 1 |
| 2025–     | 72 Burgenland – Saalekreis                 | Burgenlandkreis, vom Saalekreis die Gemeinden Bad Dürrenberg, Braunsbedra, Leuna, Merseburg und Schkopau |

## Wahlkreisabgeordnete
Wahlkreise Burgenland – Saalekreis bzw. Burgenland bzw. Zeitz – Hohenmölsen – Naumburg – Nebra.
| Wahl | Abgeordneter | Abgeordneter     | Partei | Stimmen in % |
| ---- | ------------ | ---------------- | ------ | ------------ |
| 1990 |              | Harald Schreiber | CDU    | 45,5         |
| 1994 |              | Margarete Späte  | CDU    | 43,6         |
| 1998 |              | Eckhart Lewering | SPD    | 38,6         |
| 2002 | 35,5         | Eckhart Lewering | SPD    |              |
| 2005 |              | Maik Reichel     | SPD    | 31,6         |
| 2009 |              | Dieter Stier     | CDU    | 33,0         |
| 2013 | 44,8         | Dieter Stier     | CDU    |              |
| 2017 | 34,0         | Dieter Stier     | CDU    |              |
| 2021 | 26,3         | Dieter Stier     | CDU    |              |
| 2025 |              | Martin Reichardt | AfD    | 44,4         |

## Wahlergebnisse

### Bundestagswahl 2025
Zur Bundestagswahl 2025 traten in Sachsen-Anhalt zwölf Parteien mit Landeslisten an. Im Wahlkreis Burgenland – Saalekreis traten acht Direktkandidaten an.
| Kandidaten                                             | Kandidaten                    | Parteien/Listen       | Erststimmen | Erststimmen | Zweitstimmen | Zweitstimmen |
| Kandidaten                                             | Kandidaten                    | Parteien/Listen       | Stimmen     | %           | Stimmen      | %            |
| ------------------------------------------------------ | ----------------------------- | --------------------- | ----------- | ----------- | ------------ | ------------ |
|                                                        | Norman Steigleder             | SPD                   | 15.653      | 10,1        | 14.170       | 9,1          |
|                                                        | Dieter Stier                  | CDU                   | 37.721      | 24,2        | 29.391       | 18,8         |
|                                                        | Enrico Gemsa                  | Bündnis 90/Die Grünen | 3.752       | 2,4         | 4.584        | 2,9          |
|                                                        | Moritz Eichelmann             | FDP                   | 4.612       | 3,0         | 5.128        | 3,3          |
|                                                        | Martin Reichardtgewählt im WK | AfD                   | 69.074      | 44,4        | 66.137       | 42,3         |
|                                                        | Michael Scholz                | Die Linke             | 17.034      | 10,9        | 13.524       | 8,7          |
|                                                        | Rebecca Resch                 | Freie Wähler          | 6.315       | 4,1         | 2.381        | 1,5          |
|                                                        | –                             | Die PARTEI            | –           | –           | 1.262        | 0,8          |
|                                                        | –                             | Volt                  | –           | –           | 1.010        | 0,6          |
|                                                        | –                             | MLPD                  | –           | –           | 109          | 0,1          |
|                                                        | –                             | Bündnis Deutschland   | –           | –           | 418          | 0,3          |
|                                                        | –                             | BSW                   | –           | –           | 18.103       | 11,6         |
|                                                        | Matthias Sanftleben           | Einzelbewerber        | 1.429       | 0,9         | –            | –            |
| Gesamt                                                 | Gesamt                        | Gesamt                | 155.590     | 100         | 156.217      | 100          |
|                                                        |                               |                       |             |             |              |              |
| Ungültige Stimmen                                      | Ungültige Stimmen             | Ungültige Stimmen     | 1.753       | 1,1         | 1.126        | 0,7          |
| Wähler                                                 | Wähler                        | Wähler                | 157.343     | 77,3        | 157.343      | 77,3         |
| Wahlberechtigte                                        | Wahlberechtigte               | Wahlberechtigte       | 203.597     |             | 203.597      |              |
|                                                        |                               |                       |             |             |              |              |
| Quellen: Die Bundeswahlleiterin, Kandidaten – Ergebnis |                               |                       |             |             |              |              |

### Bundestagswahl 2021
Zur Bundestagswahl 2021 traten in Sachsen-Anhalt 19 Parteien mit Landeslisten an. Im Wahlkreis Burgenland – Saalekreis traten sieben Direktkandidaten an.
Dieter Stier verteidigte das Direktmandat mit 26,3 % der Erststimmen. Die AfD erhielt mit 24,9 % die meisten Zweitstimmen im Wahlkreis. Martin Reichardt zog über Platz 1 der Landesliste der AfD ebenfalls wieder in den Bundestag ein. 
| Kandidaten                                                                  | Kandidaten                | Parteien/Listen   | Erststimmen | Erststimmen | Zweitstimmen | Zweitstimmen |
| Kandidaten                                                                  | Kandidaten                | Parteien/Listen   | Stimmen     | %           | Stimmen      | %            |
| --------------------------------------------------------------------------- | ------------------------- | ----------------- | ----------- | ----------- | ------------ | ------------ |
|                                                                             | Dieter Stiergewählt im WK | CDU               | 32.649      | 26,3        | 26.535       | 21,3         |
|                                                                             | Martin Reichardt          | AfD               | 32.328      | 26,0        | 31.000       | 24,9         |
|                                                                             | Birke Bull-Bischoff       | DIE LINKE         | 12.419      | 10,0        | 10.630       | 8,5          |
|                                                                             | Jens Wojtyschak           | SPD               | 27.165      | 21,9        | 28.460       | 22,8         |
|                                                                             | Carsten Sonntag           | FDP               | 11.764      | 9,5         | 12.785       | 10,3         |
|                                                                             | Martina Hoffmann          | GRÜNE             | 4.207       | 3,4         | 5.002        | 4,0          |
|                                                                             | –                         | Tierschutzallianz | –           | –           | 1.184        | 1,0          |
|                                                                             | –                         | FREIE WÄHLER      | –           | –           | 1.629        | 1,3          |
|                                                                             | –                         | Die PARTEI        | –           | –           | 1.006        | 0,8          |
|                                                                             | –                         | NPD               | –           | –           | 412          | 0,3          |
|                                                                             | –                         | Gartenpartei      | –           | –           | 761          | 0,6          |
|                                                                             | –                         | MLPD              | –           | –           | 99           | 0,1          |
|                                                                             | Jens Jahr                 | dieBasis          | 3.761       | 3,0         | 2.647        | 2,1          |
|                                                                             | –                         | du.               | –           | –           | 156          | 0,1          |
|                                                                             | –                         | ÖDP               | –           | –           | 83           | 0,1          |
|                                                                             | –                         | Die Humanisten    | –           | –           | 121          | 0,1          |
|                                                                             | –                         | Tierschutzpartei  | –           | –           | 1.507        | 1,2          |
|                                                                             | –                         | PIRATEN           | –           | –           | 404          | 0,3          |
|                                                                             | –                         | Volt              | –           | –           | 158          | 0,1          |
| Gesamt                                                                      | Gesamt                    | Gesamt            | 124.293     | 100         | 124.579      | 100          |
|                                                                             |                           |                   |             |             |              |              |
| Ungültige Stimmen                                                           | Ungültige Stimmen         | Ungültige Stimmen | 1.573       | 1,2         | 1.287        | 1,0          |
| Wähler                                                                      | Wähler                    | Wähler            | 125.866     | 68,3        | 125.866      | 68,3         |
| Wahlberechtigte                                                             | Wahlberechtigte           | Wahlberechtigte   | 184.352     |             | 184.352      |              |
|                                                                             |                           |                   |             |             |              |              |
| Quellen: Die Bundeswahlleiterin, Stimmen – Die Landeswahlleiterin, Ergebnis |                           |                   |             |             |              |              |

### Bundestagswahl 2017
Bei der Bundestagswahl 2017 waren 151.811 Einwohner wahlberechtigt; die Wahlbeteiligung lag bei 68,0 %. Dieter Stier gewann erneut das Direktmandat für die CDU. Birke Bull-Bischoff (Die Linke) zog über die Landesliste ihrer Partei ebenfalls in den Bundestag ein.
| Kandidaten                                                                 | Kandidaten                | Parteien/Listen   | Erststimmen | Erststimmen | Zweitstimmen | Zweitstimmen |
| Kandidaten                                                                 | Kandidaten                | Parteien/Listen   | Stimmen     | %           | Stimmen      | %            |
| -------------------------------------------------------------------------- | ------------------------- | ----------------- | ----------- | ----------- | ------------ | ------------ |
|                                                                            | Dieter Stiergewählt im WK | CDU               | 43.254      | 33,6        | 38.678       | 29,9         |
|                                                                            | Birke Bull-Bischoff       | Die Linke         | 21.819      | 16,9        | 21.042       | 16,3         |
|                                                                            | Hans-Jürgen Schmidt       | SPD               | 16.930      | 13,1        | 17.098       | 13,2         |
|                                                                            | Uwe Gewiese               | AfD               | 30.112      | 23,4        | 31.781       | 24,6         |
|                                                                            | Miriam Matz               | GRÜNE             | 3.198       | 2,5         | 3.366        | 2,6          |
|                                                                            | Eiko Precht               | FDP               | 8.538       | 6,6         | 10.132       | 7,8          |
|                                                                            | Steffen Thiel             | NPD               | 1.569       | 1,2         | 1.470        | 1,1          |
|                                                                            | Ronny Schneider           | FREIE WÄHLER      | 3.495       | 2,7         | 1.687        | 1,3          |
|                                                                            | –                         | MLPD              | –           | –           | 134          | 0,1          |
|                                                                            | –                         | Tierschutzallianz | –           | –           | 1.768        | 1,4          |
|                                                                            | –                         | BGE               | –           | –           | 315          | 0,2          |
|                                                                            | –                         | DiB               | –           | –           | 207          | 0,2          |
|                                                                            | –                         | MG                | –           | –           | 407          | 0,3          |
|                                                                            | –                         | Die PARTEI        | –           | –           | 1.127        | 0,9          |
| Gesamt                                                                     | Gesamt                    | Gesamt            | 128.915     | 100         | 129.212      | 100          |
|                                                                            |                           |                   |             |             |              |              |
| Ungültige Stimmen                                                          | Ungültige Stimmen         | Ungültige Stimmen | 2.304       | 1,8         | 2.007        | 1,5          |
| Wähler                                                                     | Wähler                    | Wähler            | 131.219     | 68,5        | 131.219      | 68,5         |
| Wahlberechtigte                                                            | Wahlberechtigte           | Wahlberechtigte   | 191.636     |             | 191.636      |              |
|                                                                            |                           |                   |             |             |              |              |
| Quellen: Die Bundeswahlleiterin, Stimmen – Die Landeswahlleiterin, Stimmen |                           |                   |             |             |              |              |

### Bundestagswahl 2013
Bei der Bundestagswahl 2013 waren 201.043 Einwohner wahlberechtigt; die Wahlbeteiligung lag bei 61,6 %. Dieter Stier gewann erneut das Direktmandat für die CDU. Roland Claus (Die Linke) zog über die Landesliste seiner Partei ebenfalls in den Bundestag ein.
| Kandidaten                               | Kandidaten                | Parteien/Listen   | Erststimmen | Erststimmen | Zweitstimmen | Zweitstimmen |
| Kandidaten                               | Kandidaten                | Parteien/Listen   | Stimmen     | %           | Stimmen      | %            |
| ---------------------------------------- | ------------------------- | ----------------- | ----------- | ----------- | ------------ | ------------ |
|                                          | Roland Claus              | Die Linke         | 31.300      | 25,7        | 28.933       | 23,7         |
|                                          | Dieter Stiergewählt im WK | CDU               | 54.544      | 44,8        | 52.194       | 42,8         |
|                                          | Florian Hüfner            | SPD               | 18.791      | 15,4        | 19.850       | 16,3         |
|                                          | Matthias Rauch            | FDP               | 1.879       | 1,5         | 3.374        | 2,8          |
|                                          | Dieter Kmietczyk          | GRÜNE             | 4.760       | 3,9         | 3.732        | 3,1          |
|                                          | Manfred Dott              | PIRATEN           | 2.488       | 2,0         | 2.097        | 1,7          |
|                                          | Hans Püschel              | NPD               | 4.854       | 4,0         | 3.920        | 3,2          |
|                                          | –                         | MLPD              | –           | –           | 151          | 0,1          |
|                                          | –                         | AfD               | –           | –           | 5.234        | 4,3          |
|                                          | –                         | pro Deutschland   | –           | –           | 475          | 0,4          |
|                                          | Günther Weiße             | FREIE WÄHLER      | 2.581       | 2,1         | 1.695        | 1,4          |
|                                          | –                         | ÖDP               | –           | –           | 192          | 0,2          |
|                                          | Erich Jaschkowski         | Einzelbewerber    | 442         | 0,4         | –            | –            |
| Gesamt                                   | Gesamt                    | Gesamt            | 121.639     | 100         | 121.847      | 100          |
|                                          |                           |                   |             |             |              |              |
| Ungültige Stimmen                        | Ungültige Stimmen         | Ungültige Stimmen | 2.170       | 1,8         | 1.962        | 1,6          |
| Wähler                                   | Wähler                    | Wähler            | 123.809     | 61,6        | 123.809      | 61,6         |
| Wahlberechtigte                          | Wahlberechtigte           | Wahlberechtigte   | 201.043     |             | 201.043      |              |
|                                          |                           |                   |             |             |              |              |
| Quellen: Die Bundeswahlleiterin, Stimmen |                           |                   |             |             |              |              |

### Bundestagswahl 2009
Bei der Bundestagswahl 2009 waren 214.079 Einwohner wahlberechtigt; die Wahlbeteiligung lag bei 59,6 %. Dieter Stier gewann das Direktmandat für die CDU. Roland Claus (Die Linke) zog über die Landesliste seiner Partei ebenfalls in den Bundestag ein.
| Kandidaten                             | Kandidaten                | Parteien/Listen   | Erststimmen | Erststimmen | Zweitstimmen | Zweitstimmen |
| Kandidaten                             | Kandidaten                | Parteien/Listen   | Stimmen     | %           | Stimmen      | %            |
| -------------------------------------- | ------------------------- | ----------------- | ----------- | ----------- | ------------ | ------------ |
|                                        | Maik Reichel              | SPD               | 23.592      | 18,9        | 19.513       | 15,6         |
|                                        | Roland Claus              | Die Linke         | 39.610      | 31,7        | 39.876       | 31,9         |
|                                        | Dieter Stiergewählt im WK | CDU               | 41.281      | 33,0        | 39.777       | 31,8         |
|                                        | Wolf-Henry Dreblow        | FDP               | 11.224      | 9,0         | 14.153       | 11,3         |
|                                        | Jochen Dreetz             | GRÜNE             | 3.950       | 3,2         | 4.740        | 3,8          |
|                                        | Andreas Karl              | NPD               | 4.399       | 3,5         | 3.792        | 3,0          |
|                                        | –                         | MLPD              | –           | –           | 257          | 0,2          |
|                                        | –                         | DVU               | –           | –           | 380          | 0,3          |
|                                        | –                         | PIRATEN           | –           | –           | 2.541        | 2,0          |
|                                        | Erich Jaschkowski         | Einzelbewerber    | 912         | 0,7         | –            | –            |
| Gesamt                                 | Gesamt                    | Gesamt            | 124.968     | 100         | 125.029      | 100          |
|                                        |                           |                   |             |             |              |              |
| Ungültige Stimmen                      | Ungültige Stimmen         | Ungültige Stimmen | 2.535       | 2,0         | 2.474        | 1,9          |
| Wähler                                 | Wähler                    | Wähler            | 127.503     | 59,6        | 127.503      | 59,6         |
| Wahlberechtigte                        | Wahlberechtigte           | Wahlberechtigte   | 214.081     |             | 214.081      |              |
|                                        |                           |                   |             |             |              |              |
| Quellen: Der Bundeswahlleiter, Stimmen |                           |                   |             |             |              |              |

### Bundestagswahl 2005
| Kandidaten                             | Kandidaten                | Parteien/Listen   | Erststimmen | Erststimmen | Zweitstimmen | Zweitstimmen |
| Kandidaten                             | Kandidaten                | Parteien/Listen   | Stimmen     | %           | Stimmen      | %            |
| -------------------------------------- | ------------------------- | ----------------- | ----------- | ----------- | ------------ | ------------ |
|                                        | Maik Reichelgewählt im WK | SPD               | 47.739      | 31,6        | 44.757       | 29,6         |
|                                        | Dieter Stier              | CDU               | 44.587      | 29,5        | 39.413       | 26,0         |
|                                        | Roland Claus              | Die Linke.        | 39.635      | 26,2        | 40.293       | 26,6         |
|                                        | Jens-Uwe Droese           | FDP               | 8.551       | 5,7         | 13.592       | 9,0          |
|                                        | Gunter Walther            | GRÜNE             | 3.235       | 2,1         | 5.023        | 3,3          |
|                                        | Andreas Karl              | NPD               | 7.039       | 4,7         | 6.361        | 4,2          |
|                                        | –                         | REP               | –           | –           | 591          | 0,4          |
|                                        | –                         | MLPD              | –           | –           | 492          | 0,3          |
|                                        | –                         | Offensive D       | –           | –           | 166          | 0,1          |
|                                        | –                         | Pro DM            | –           | –           | 617          | 0,4          |
|                                        | Dieter Steffen            | PBC               | 482         | 0,3         | –            | –            |
| Gesamt                                 | Gesamt                    | Gesamt            | 151.268     | 100         | 151.305      | 100          |
|                                        |                           |                   |             |             |              |              |
| Ungültige Stimmen                      | Ungültige Stimmen         | Ungültige Stimmen | 3.842       | 2,5         | 3.805        | 2,5          |
| Wähler                                 | Wähler                    | Wähler            | 155.110     | 70,2        | 155.110      | 70,2         |
| Wahlberechtigte                        | Wahlberechtigte           | Wahlberechtigte   | 220.967     |             | 220.967      |              |
|                                        |                           |                   |             |             |              |              |
| Quellen: Der Bundeswahlleiter, Stimmen |                           |                   |             |             |              |              |

### Bundestagswahl 2002
| Kandidaten                             | Kandidaten                    | Parteien/Listen   | Erststimmen | Erststimmen | Zweitstimmen | Zweitstimmen |
| Kandidaten                             | Kandidaten                    | Parteien/Listen   | Stimmen     | %           | Stimmen      | %            |
| -------------------------------------- | ----------------------------- | ----------------- | ----------- | ----------- | ------------ | ------------ |
|                                        | Eckhart Leweringgewählt im WK | SPD               | 52.774      | 35,5        | 60.851       | 40,8         |
|                                        | Margarete Späte               | CDU               | 51.310      | 34,5        | 46.889       | 31,4         |
|                                        | Michael Blöth                 | PDS               | 24.690      | 16,6        | 22.197       | 14,9         |
|                                        | Jörg Riemer                   | FDP               | 11.443      | 7,7         | 11.317       | 7,6          |
|                                        | Sebastian Pank                | GRÜNE             | 4.693       | 3,2         | 3.775        | 2,5          |
|                                        | –                             | GRAUE             | –           | –           | 564          | 0,4          |
|                                        | Wolfgang Winter               | NPD               | 2.363       | 1,6         | 2.212        | 1,5          |
|                                        | –                             | Tierschutzpartei  | –           | –           | 1.482        | 1,0          |
|                                        | Werner Trezinski              | Einzelbewerber    | 953         | 0,6         | –            | –            |
|                                        | Dieter Steffen                | PBC               | 387         | 0,3         | –            | –            |
| Gesamt                                 | Gesamt                        | Gesamt            | 148.613     | 100         | 149.287      | 100          |
|                                        |                               |                   |             |             |              |              |
| Ungültige Stimmen                      | Ungültige Stimmen             | Ungültige Stimmen | 2.712       | 1,8         | 2.038        | 1,3          |
| Wähler                                 | Wähler                        | Wähler            | 151.325     | 68,4        | 151.325      | 68,4         |
| Wahlberechtigte                        | Wahlberechtigte               | Wahlberechtigte   | 221.118     |             | 221.118      |              |
|                                        |                               |                   |             |             |              |              |
| Quellen: Der Bundeswahlleiter, Stimmen |                               |                   |             |             |              |              |